# Patricia Morhet-Richaud
Pour les articles homonymes, voir Richaud.
Patricia Morhet-Richaud, née le 28 juillet 1961, est une femme politique française.

## Biographie
Employée de coopérative agricole, Patricia Morhet-Richaud commence sa carrière politique en 2001 en étant élue conseillère municipale de Lazer, dans les Hautes-Alpes. En 2007, à la mort de son père, elle lui succède comme maire de la commune, avant d'être réélue lors des municipales de 2008 et de nouveau en 2014.
Proche d'Henriette Martinez, elle est membre du conseil de la communauté de communes du Laragnais, dont elle est la 2e vice-présidente. Elle est également élue titulaire du syndicat mixte des Baronnies provençales.
Après avoir obtenu l'investiture aux élections sénatoriales de 2014, Jean-Yves Dusserre la désigne comme « remplaçante éventuelle », c'est-à-dire suppléante. Le 28 décembre 2014, Patricia Morhet-Richaud devient sénatrice des Hautes-Alpes au lendemain du décès de Jean-Yves Dusserre.
Elle soutient Bruno Le Maire pour la primaire présidentielle des Républicains de 2016. En septembre 2016, elle est nommée avec plusieurs personnalités déléguée générale au projet de la campagne.
Elle fait partie des 69 sénateurs qui forment le groupe d'études chasse et pêche qui soutient la chasse de loisir. Elle s'oppose à la fermeture de la ligne de train Gap-Grenoble, 